# مايكل كريسك
مايكل كريسك (بالإنجليزية: Michael Kerrisk)‏ هو كاتب تقني ومبرمج، ويشرف على مشروع صفحات دليل يونكس منذ عام ٢٠٠٤م. اشتهر بكتابه واجهة برمجة لينكس (بالإنجليزية: The Linux Programming Interface)‏ والذي يُعتبر الكامل في برمجة نظام لينكس.